# Krasnopróchniak
Krasnopróchniak (Hesperus) – rodzaj chrząszczy z rodziny kusakowatych i podrodziny kusaków.
Rodzaj ten został wprowadzony w 1874 roku przez Charlesa Adolphe’a Alberta Fauvela.
Chrząszcze o wydłużonym ciele. Duża, czworokątna w zarysie, silnie punktowana głowa zaopatrzona jest w głaszczki szczękowe o bardzo długim ostatnim członie. Szerokość przedplecza jest trochę większa niż pokryw, a jego kształt ku tyłowi zwężony. W okolicy przednich kątów przedplecza leży duży punkt szczecinkowy oddalony od brzegu epipleury przedtułowia o prawie trzykrotność swojej średnicy. Śródpiersie ma szeroki, zaokrąglony na szczycie wyrostek międzybiodrowy. Tylna para odnóży ma stopy o pierwszym członie nieco dłuższym niż dwa kolejne razem wzięte i tak długim jak ostatni. Odwłok samca cechuje się trójkątnie wykrojoną tylną krawędzią szóstego sternitu.
Przedstawiciele rodzaju występują we wszystkich krainach zoogeograficznych, włącznie z Oceanią. Do fauny Polski zalicza się tylko krasnopróchniak długoczułki (zobacz też: kusakowate Polski).
Należy tu ponad 200 opisanych gatunków:

- Hesperus abnormalis Cameron, 1952
- Hesperus addisadebaensis Scheerpeltz, 1971
- Hesperus aeneipennis Cameron, 1950
- Hesperus aeneus Gridelli, 1924
- Hesperus africanus Bernhauer, 1915
- Hesperus alboguttatus Cameron, 1946
- Hesperus amabilis Kraatz, 1859
- Hesperus amans Last, 1987
- Hesperus anchora Fauvel, 1877
- Hesperus andrewesi Cameron, 1932
- Hesperus apicialis Say, 1830
- Hesperus argentinus Scheerpeltz, 1971
- Hesperus arizonicus Moore, 1958
- Hesperus asperatus Last, 1987
- Hesperus assecla Last, 1968
- Hesperus australis W.J. MacLeay, 1873
- Hesperus babai Shibata, 1990
- Hesperus bafutensis Levasseur, 1967
- Hesperus bakeri Bernhauer, 1919
- Hesperus bakerianus Bernhauer, 1926
- Hesperus baltimorensis Gravenhorst, 1802
- Hesperus barrioni Last, 1991
- Hesperus belonuchiformis Bernhauer, 1915
- Hesperus bicolor Smetana, 1995
- Hesperus bifuscipennis Lea, 1931
- Hesperus birmanus Cameron, 1932
- Hesperus borneensis Bernhauer, 1915
- Hesperus bruchi Bernhauer, 1921
- Hesperus buluensis Last, 1973
- Hesperus burgeoni Bernhauer, 1928
- Hesperus cafioides Fauvel, 1889
- Hesperus candidus Last, 1968
- Hesperus caulis Last, 1981
- Hesperus chinensis Cameron, 1940
- Hesperus coelestinus Bernhauer, 1926
- Hesperus colmani Last, 1987
- Hesperus coloratus Last, 1987
- Hesperus conciliatus Last, 1981
- Hesperus confusus Last, 1981
- Hesperus copiosus (Last, 1968)
- Hesperus delectus Last, 1968
- Hesperus depressus Bernhauer, 1908
- Hesperus diabolicus Bernhauer, 1926
- Hesperus divinus Bernhauer, 1915
- Hesperus dohertyi Cameron, 1942
- Hesperus drescheri Cameron, 1937
- Hesperus effectus Last, 1987
- Hesperus eidmanni Scheerpeltz, 1936
- Hesperus excellens Cameron, 1952
- Hesperus feae Fauvel, 1895
- Hesperus ferrugineus Bernhauer, 1925
- Hesperus flavoris Last, 1987
- Hesperus fraternus Bernhauer, 1928
- Hesperus fraudator Last, 1981
- Hesperus gagativentris Lea, 1931
- Hesperus gestroi Bernhauer, 1915
- Hesperus giluensis Last, 1987
- Hesperus glaucus Last, 1981
- Hesperus gloriosus Lea, 1925
- Hesperus graciliventris Cameron, 1952
- Hesperus gratiosus Cameron, 1943
- Hesperus gratus Cameron, 1943
- Hesperus gressitti Last, 1987
- Hesperus gridellianus Bernhauer, 1928
- Hesperus haemorrhoidalis (W.J. MacLeay, 1873)
- Hesperus hagenensis Last, 1987
- Hesperus heinrichi Last, 1975
- Hesperus heynei Wendeler, 1927
- Hesperus hilleri Last, 1987
- Hesperus hirsutus Last, 1973
- Hesperus hobbyi Bernhauer, 1936
- Hesperus holzschuhi Schillhammer, 1991
- Hesperus honestus Last, 1981
- Hesperus hornabrooki Last, 1968
- Hesperus huonensis Last, 1981
- Hesperus inaequalis Fauvel, 1895
- Hesperus indigaceus Fauvel, 1878
- Hesperus ignoratus Ito, 1994
- Hesperus interjectus Last, 1987
- Hesperus javanus Cameron, 1937
- Hesperus junius Last, 1987
- Hesperus justus Last, 1968
- Hesperus kaindiensis Last, 1980
- Hesperus kokodanus Cameron, 1937
- Hesperus kambaitiensis Scheerpeltz, 1965
- Hesperus kraatzi Eppelsheim, 1895
- Hesperus laevigatus Fauvel, 1895
- Hesperus levitus Last, 1987
- Hesperus lifuanus Fauvel, 1903
- Hesperus locus Last, 1987
- Hesperus longicornis Cameron, 1950
- Hesperus longipennis Cameron, 1952
- Hesperus luluanus Scheerpeltz, 1956
- Hesperus luzonicus Bernhauer, 1926
- Hesperus maai Last, 1987
- Hesperus maculicollis Bernhauer, 1926
- Hesperus malaisei Scheerpeltz, 1965
- Hesperus malayanus Cameron, 1932
- Hesperus mandatus Last, 1987
- Hesperus maris Last, 1987
- Hesperus meyeri Bernhauer, 1928
- Hesperus mirificus Herman, 2001
- Hesperus mirus Bernhauer, 1915
- Hesperus mixtus Last, 1968
- Hesperus modestus Bernhauer, 1915
- Hesperus modulatus Last, 1968
- Hesperus monstratus Last, 1987
- Hesperus montanellus Bernhauer, 1926
- Hesperus moresbyensis Last, 1987
- Hesperus moroensis Last, 1981
- Hesperus moultoni Bernhauer, 1915
- Hesperus multipunctus Last, 1981
- Hesperus natalensis Scheerpeltz, 1956
- Hesperus nigriventris Gridelli, 1924
- Hesperus nobilis Bernhauer, 1928
- Hesperus novoteutonicus Wendeler, 1956
- Hesperus obesus Last, 1989
- Hesperus obscuricollis Cameron, 1941
- Hesperus obscurior Bernhauer, 1915
- Hesperus orientalis Cameron, 1950
- Hesperus ornaticornis Wendeler, 1927
- Hesperus ornatus Sharp, 1889
- Hesperus orroriensis Cameron, 1937
- Hesperus overlaeti Bernhauer, 1939
- Hesperus pacificus Olliff, 1887
- Hesperus pendleburyi Cameron, 1936
- Hesperus perakensis Cameron, 1950
- Hesperus perfoliatus Gridelli, 1924
- Hesperus perraulti Coiffait, 1976
- Hesperus phaenomenalis Bernhauer, 1914
- Hesperus picticollis Gridelli, 1924
- Hesperus picticornis Lea, 1925
- Hesperus plagiarius Last, 1987
- Hesperus plumbeus Last, 1981
- Hesperus postulator Last, 1987
- Hesperus preangeranus Cameron, 1937
- Hesperus primitus Last, 1987
- Hesperus privus Last, 1973
- Hesperus probatus Last, 1987
- Hesperus pseudobirmanus Scheerpeltz, 1965
- Hesperus pseudoviolaceus Last, 1981
- Hesperus pulleinei Olliff, 1887
- Hesperus puncticeps Bernhauer, 1928
- Hesperus punctipennis Cameron, 1941
- Hesperus purpuripennis Bernhauer, 1915
- Hesperus quinquecolor Lea, 1931
- Hesperus rarus Last, 1989
- Hesperus raynori Last, 1987
- Hesperus ricardi Last, 1973
- Hesperus roepkei Bernhauer, 1911
- Hesperus rubidus Last, 1987.
- Hesperus ruficeps Cameron, 1941
- Hesperus rufipennis (Gravenhorst, 1802) – krasnopróchniak długoczułki
- Hesperus saltus Last, 1968
- Hesperus schedli Scheerpeltz, 1956
- Hesperus scutellaris Bernhauer, 1926
- Hesperus segmentarius Cameron, 1941
- Hesperus semicoeruleus Bernhauer, 1915
- Hesperus semirufus Fauvel, 1878
- Hesperus septuosus Herman, 2001
- Hesperus serpentinus Horn, 1884
- Hesperus setosus Cameron, 1952
- Hesperus similis Last, 1987
- Hesperus singularis Last, 1973
- Hesperus sociabilis Last, 1987
- Hesperus solivagus Last, 1981
- Hesperus sparsiceps Bernhauer, 1928
- Hesperus sparsior Bernhauer, 1928
- Hesperus sparsus Last, 1987
- Hesperus spectabilis Bernhauer, 1928
- Hesperus spinosus Last, 1981
- Hesperus splendoris Last, 1987
- Hesperus stehri Moore, 1958
- Hesperus strigiventris (Eppelsheim, 1895)
- Hesperus subgrandis Last, 1987
- Hesperus subsimilis Cameron, 1933
- Hesperus sumatrensis Cameron, 1933
- Hesperus taiwanensis Shibata, 1973
- Hesperus tapiniensis Last, 1987
- Hesperus tectus Last, 1968
- Hesperus temporatus Last, 1968
- Hesperus tenuis Last, 1973
- Hesperus terminalis Cameron, 1918
- Hesperus terminicornis Gridelli, 1924
- Hesperus tiro Sharp, 1874
- Hesperus tokyanus R. Dvorák, 1957
- Hesperus toxopei Cameron, 1952
- Hesperus tremolerasi Bernhauer, 1927
- Hesperus tricolor Cameron, 1952
- Hesperus trimerus Fauvel, 1895
- Hesperus uelensis Bernhauer, 1932
- Hesperus uhligi Last, 1990
- Hesperus venator Last, 1987
- Hesperus venustulus Last, 1968
- Hesperus venustus Last, 1968
- Hesperus vethi Bernhauer, 1915
- Hesperus viridiaureus Bernhauer, 1926
- Hesperus viridipennis Cameron, 1952
- Hesperus viridisplendens Scheerpeltz, 1971
- Hesperus wasmanni Fauvel, 1895
- Hesperus zischkai Scheerpeltz, 1971